# 阿克洛伊农战役
阿克洛伊农战役是740年爆发于倭马亚阿拉伯与拜占庭军队之间的一场战役，地点在安納托利亞平原西缘弗里吉亚地区的阿克洛伊农（今阿菲永）。在此前的一个世纪中，阿拉伯人定期侵袭安纳托利亚，740年的袭击是近几十年来最大的一次，共有三支部队入侵。其中一支是由阿卜杜拉·阿尔·巴塔尔与马立克·伊本·书尔布（al-Malik ibn Shu'aib）率领的20,000名士兵，在阿克洛伊农与伊苏利亚的利奥三世以及其子，未来的君士坦丁五世率领的拜占庭军队对阵。战役的结果是拜占庭取得了决定性的胜利。加之此前倭马亚王朝在其他战线陷入困境和内部不稳定，在阿拔斯叛乱之后，阿拉伯人对安纳托利亚地区三十年来的大规模侵袭走向终结。

## 背景
穆斯林的征服开始之后，拜占庭帝国，这个哈里發國边上最大、最富饶、军事实力最强的国家成为了穆斯林的主要敌人。在灾难性的赛巴斯托城战役之后，拜占庭基本上只能局限于被动防御的战略，穆斯林每年都要向拜占庭控制的安納托利亞地区发动袭击。
在717至718年征服拜占庭帝国首都君士坦丁堡的尝试失败之后，一时间倭马亚人将注意力转移到了其他地方。自720/721年起，他们开始定期向拜占庭发动征战，每年夏季都会有一两次战事，有时候亦会有海上袭击以及冬季侵袭。但这些战争的目的都不是为了永久性地征服，而只是大规模的侵袭，劫掠并摧毁村庄，偶尔才进攻一下要塞或主要定居点。且这一时期的袭击多局限于中安纳托利亚平原（主要是东半部的卡帕多细亚），很少到达过外围的沿海地区。
但在更具侵略性的希沙姆·本·阿卜杜勒-馬利克即位之后，阿拉伯的袭击开始变得更加务实起来，并由一些得力将领主导，包括一些倭马亚王子，如希沙姆·本·阿卜杜勒-麦斯莱麦以及希沙姆的儿子穆阿维叶、麦斯莱麦和苏莱曼。慢慢的，穆斯林变得更少取得胜利，尤其是在其资源被集中到与高加索地区的可萨人的冲突之后。尽管袭击仍在继续，但是阿拉伯与拜占庭的编年史家很少提及有城镇或要塞被攻陷。737年，阿拉伯人对可萨人取得重大胜利，使得他们可以转移注意力，加强对拜占庭的进攻。738与739年麦斯莱麦·伊本·希沙姆发动了成功的袭击，还征服了城镇安基拉。740年，希沙姆组织了其任期内最大的一次征战，并由他的儿子苏莱曼指挥大军。

## 战争经过
根据“忏悔者”提奥法诺斯的编年史，倭马亚大军共有90,000人入侵，加穆尔·伊本·叶齐德（al-Ghamr ibn Yazid）率领10,000轻装部队袭击西部沿岸，阿卜杜拉·阿尔·巴塔尔与马立克·伊本·书尔布率领20,000部队开往阿克洛伊农，苏莱曼则率领60,000主力部队侵袭卡帕多细亚。
拜占庭皇帝利奥三世在阿克洛伊农与第二支部队接触。这场战役的确切细节并不清楚，但是拜占庭军队取得了决定性的胜利：两名阿拉伯指挥官皆战死，其军队大部（13,200人）覆没。残余部队设法有秩序地撤到了辛那达，加入了苏莱曼的队伍。另外两支阿拉伯军队在没有遭到抵抗的情况下摧毁了农村，但没有占领任何城镇或要塞。阿拉伯入侵军在返回叙利亚的途中遭受了严重的饥饿与物资匮乏，10世纪阿拉伯的基督徒历史学家阿加皮乌斯记载了拜占庭自入侵的阿拉伯军队手中夺走了20,000名囚犯。

## 影响与后续
这次战役是拜占庭帝国的一次主要胜利，因为这是他们在对阿拉伯的重要會戰中第一次取胜。其被视为上帝重新眷顾的证据，此次胜利也被用于强化利奥三世数年来的聖像破壞運動政策。此后不久，拜占庭开始采用更加咄咄逼人的姿态，741年进攻了阿拉伯人的主要据点美利提尼。742与743年，倭马亚王朝借君士坦丁五世和拜占庭将领阿尔塔瓦兹德之间的内战入侵安纳托利亚，并且未遭到什么抵抗，但是阿拉伯的来源并未记载到取得什么重大成就。
阿拉伯军队在阿克洛伊农被击败被视为是阿拉伯－拜占庭戰爭中“决定性的”战役以及“转折点”。阿拉伯对拜占庭的压力就此减轻。不过自20世纪早期的叙利亚学者E·W·布鲁克斯起，再到更近一些的瓦尔特·柯基与拉尔夫-约翰尼斯·利利，一些学者挑战了这一观点，他们将阿克洛伊农战役之后阿拉伯对拜占庭的压力减轻归于其他同时发生的重大转折，如哈里发王朝在其偏僻的省份耗尽了军事资源（例如馬爾吉-阿爾達比勒戰役等），以及内战与阿拔斯叛乱引起的内部动荡。结果，阿拉伯在740年代对拜占庭帝国的进攻并没有取得什么效果，很快就完全停止了。反倒是君士坦丁五世得以利用倭马亚王朝的瓦解，向叙利亚发动了一系列征讨，直到770年代之前都确保了拜占庭帝国在东部战线的优势。
在穆斯林世界中，关于战败指挥官阿卜杜拉·阿尔·巴特尔的记忆却仍被保留下来，成为了阿拉伯的伟大英雄之一，并在后来的土耳其诗集中成为了赛义德·巴特尔·加齐。

### 脚注
1. 1 2 3 4  Turtledove 1982，第103頁.
2. 1 2 3  Blankinship 1994，第169–170頁.
3. ↑  Blankinship 1994，第104–105, 117頁.
4. ↑  Blankinship 1994，第117–119頁.
5. ↑  Treadgold 1997，第349ff頁.
6. ↑  Blankinship 1994，第119–121, 162–163頁.
7. ↑  Blankinship 1994，第149–154頁.
8. ↑  Treadgold 1997，第353頁.
9. ↑  Blankinship 1994，第168–173頁.
10. ↑  Treadgold 1997，第354–355頁.
11. ↑  Blankinship 1994，第169, 330 (note #14)頁.
12. ↑  Blankinship 1994，第169頁.
13. ↑  Blankinship 1994，第170頁.
14. ↑  Treadgold 1997，第355頁.
15. ↑  Morrisson & Cheynet 2006，第14頁.
16. ↑  Blankinship 1994，第200–201頁.
17. ↑  Foss 1991，第48頁.
18. ↑  Herrin 1977，第20 (note #36)頁.
19. ↑  Blankinship 1994，第145–146, 167–168, 330 (note #14)頁.
20. ↑  Kaegi 1982，第167頁.
21. ↑  Blankinship 1994，第20, 201, 223ff.頁.
22. ↑  Morrisson & Cheynet 2006，第14–15頁.
23. ↑  PmbZ，'Abdallāh al-Baṭṭāl (# 15).

### 书籍
- Blankinship, Khalid Yahya. . Albany, New York: State University of New York Press. 1994  [2019-11-08]. ISBN 978-0-7914-1827-7. （原始内容存档于2019-12-23）.
- Foss, Clive F.W. . 亚历山大·卡日丹  (编). . 牛津: 牛津大学出版社: 48. 1991. ISBN 0-19-504652-8.
- Herrin, Judith. . Bryer, Anthony; Herrin, Judith  (编). . 1977: 15–20. ISBN 0-7044-0226-2.
- Kaegi, Walter Emil. . London: Variorum Reprints. 1982  [2019-11-08]. ISBN 978-0-86078-110-3. （原始内容存档于2020-09-16）.
- Lilie, Ralph-Johannes. . Prosopographie der mittelbyzantinischen Zeit: 1. Abteilung (641–867), Band 1: Aaron (# 1) – Georgios (# 2182). Berlin and Boston: De Gruyter: 5–6. 1999. ISBN 978-3-11-015179-4 （德语）.
- Morrisson, Cécile; Cheynet, Jean-Claude. . Paris: Presses Universitaires de France. 2006  [2019-11-08]. ISBN 978-2-13-052007-8. （原始内容存档于2018-01-25） （法语）.
- Turtledove, Harry. . Philadelphia, Pennsylvania: University of Pennsylvania Press. 1982  [2019-11-08]. ISBN 978-0-8122-1128-3. （原始内容存档于2019-08-11）.
- Treadgold, Warren. . Stanford, California: Stanford University Press. 1997. ISBN 0-8047-2630-2 （英语）.